# Sang et Or (série télévisée)
Pour les articles homonymes, voir Sang et or.
Sang et or est une série télévisée jeunesse québécoise en 47 épisodes de 25 minutes en noir et blanc diffusée entre le 28 janvier 1958 et le 18 juin 1959 à la Télévision de Radio-Canada.

## Synopsis
Cette série fera revivre l'époque où nombre de corsaires et de pirates sillonnaient la Mer des Antilles, sur l'île du Caïman.

## Fiche technique
- Scénarisation : Jacques Létourneau, Bernard Letremble, Paul Main
- Réalisation : René Boissay, Aimé Forget
- Société de production : Société Radio-Canada

## Distribution
- Georges Carrère : Langlois
- Lionel Villeneuve : Papillon
- André Cailloux : Frivolent
- Roland Lepage : Moustaflanellos
- Henri Norbert : le gouverneur
- Jacques Auger : Amiral
- Monique Chabot : Juanita
- Yvon Dufour : Ban Buck
- Uriel Luft : la chouette
- Marthe Mercure : Colibri
- Lucie Ranger : Yannick
- Bernard Sicotte : Estorillo
- Jocelyne France : voix du perroquet Christophe
- Marcel Cabay
- Marc Cottel
- Janine Fluet
- Claude Léveillée
- Marcel Sabourin